# Mercedes-Benz E-klass

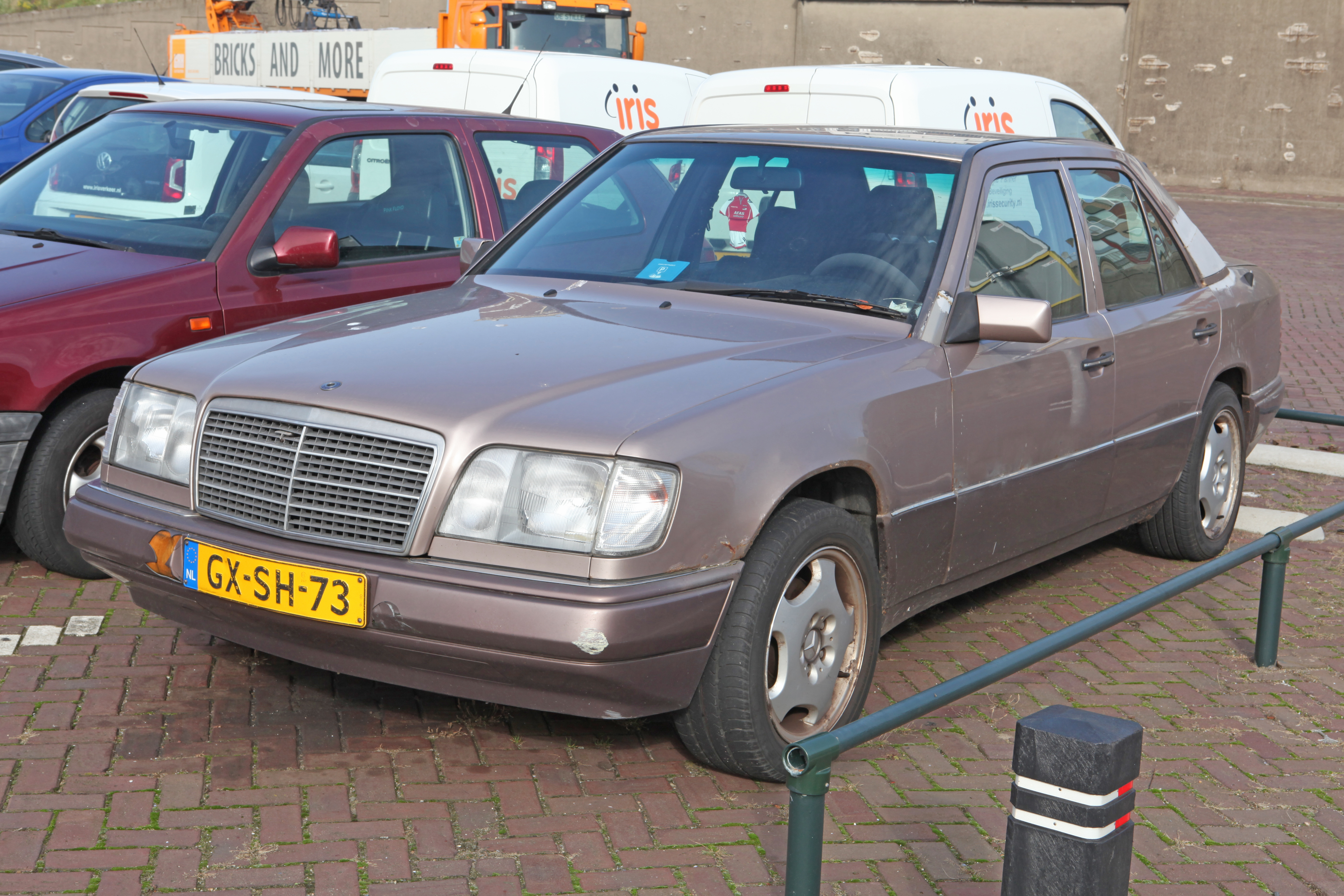
En Mercedes E-klass sedan från 1993, den första modellen som hade nuvarande beskrivning av "E".

Mercedes-Benz E-klass (tyska: E-Klasse), personbil tillverkad av Mercedes-Benz. E tolkas sedan början av 1990-talet som "executive" och är ställt före nummerbeteckningen, medan bokstaven innan dess stod för "Einspritzung" (insprutningsmotor) och stod efter nummerbeteckningen.
1968 presenterades den Mercedes som skulle lägga grunden för det som idag är E-klass, nämligen den s.k. kompaktmodellen (1968-1976), som efterträdde den välkända fenmodellen (1959-68). Kompaktmodellen med Mercedes interna beteckning W114/115, fanns med dieselutförandena 200 D och 220 D, samt i bensinutförandena 200, 220, 230 och 250. 1973 kom den s.k. "twincam-motorn", en 2,8 liter stor sexcylindrig motor med dubbla överliggande kamaxlar och 160-185 hk. 1974 kom dessutom en fyrcylindrig 230-motor (230/4) samt. en 2,4 liters dieselmotor (240 D), och 1975 kom en treliters femcylindrig dieselmotor (240 D 3,0). Kompaktkarossen förekom i två varianter - en 4-dörrars sedan och en 2-dörrars coupé (HT). Coupéversionerna fanns från 1969 som 250 C och CE och från 1973 även som 280 C och CE.
1976 kom modell W123, med mindre kantig kaross, men med i princip samma teknik som föregångaren, fanns som Coupé, Sedan, Lang, T-modell och Ambulans/Begravningsbilschassi.
Mercedes E-klass markerar således den mellanstora modellen i Mercedes modellprogram, även om modellen i jämförelse med den totala bilmarknaden räknas som en exklusiv stor bil. Begreppet E-klass kom efter att C-klass presenterades 1993 sommaren det året gjordes W124 om och E-klass var född, W124 tillverkades mellan 1984 och 1997 - sista modell var Cabrioletmodellen. E-klass fanns både med diesel- och bensinmotorer - från sävliga 200 D till den kraftfulla 8-cylindriga 500 E med 326 hk.
Nästa generation E-klass (W210) presenterades sommaren 1995 och byggdes fram till 2003 T-modell. Denna ersattes sedan av (W211), som presenterades 2002. Den fjärde generationens E-klass (W212) visades första gången i början av 2009 och byggdes fram till 2016. Den femte och nuvarande generationens E-klass har modellbeteckningen (W213) och lanserades 2017.